# Julienne de Nassau-Dillenbourg (1587-1643)
La comtesse Julienne de Nassau-Dillenbourg (3 septembre 1587, Dillenburg - 15 février 1643, Rotenbourg), est le cinquième enfant et deuxième fille de Jean VII de Nassau-Siegen (1561-1623), qui devient comte Jean Ier de Nassau-Siegen, lorsque l'héritage de son père est divisé en 1606, et de son épouse la comtesse Madeleine de Waldeck (1558-1599).

## Biographie
A Dillenburg le 22 mai 1603 Julienne épouse Maurice de Hesse-Cassel dont elle est la seconde épouse. Ils ont quatorze enfants:
- Philippe (1604-1626), tué à la bataille de Lutter
- Agnès (1606-1650), épouse en 1623 le prince Jean-Casimir d'Anhalt-Dessau
- Hermann (1607-1658), landgrave de Hesse-Rotenbourg
- Julienne (1608-1628)
- Sabine (1610-1620)
- Madeleine de Hesse-Cassel (1611-1671)
- Maurice (1614-1633)
- Sophie (1615-1670), épouse en 1644 le comte Philippe Ier de Schaumbourg-Lippe
- Frédéric (1617-1655), landgrave de Hesse-Eschwege
- Christian (1622-1640)
- Ernest Ier (1623-1693), landgrave de Hesse-Rheinfels
- Christine (1625-1626)
- Philippe (1626-1629)
- Élisabeth (1628-1633)

Afin de s'assurer qu'ils ont tous un revenu digne d'un comte, elle a une politique de transfert de revenus et de droits de propriété à ses enfants. Finalement, Maurice transfère un quart de la Hesse, le landgraviat de Hesse-Rheinfels-Rotenbourg à ses enfants. Cependant, cette région reste sous la souveraineté de Hesse-Cassel. Ainsi, Julien fils de Hermann et Frédéric fondent le landgraviat de Hesse-Rheinfels-Rotenbourg et la Hesse-Eschwege, branches cadettes de la Maison de Hesse et en 1649, son fils Ernest fonde la lignée de Hesse-Rheinfels. Hermann et Frédéric meurent sans enfant et en 1658, Ernest hérite de l'ensemble. Néanmoins, Rotenbourg est divisée, fusionnée et de nouveau divisé, donnant lieu à des branches cadettes avec des noms comme Hesse-Rheinfels-Rotenbourg, Hesse-Eschwege-Wanfried et de Hesse-Rotenbourg-Eschwege.
Maurice abdique en 1627, sous la pression des États. Il prend sa retraite à Eschwege, où il meurt en 1632. Guillaume V de Hesse-Cassel, fils de son premier mariage, hérite de Hesse-Cassel. En 1629, Julienne et ses enfants s'installent au Château de Rotenbourg, où elle meurt en 1643.